# Murray Walker
Graeme Murray Walker, bolj znan kot Murray Walker, angleški športni komentator, * 10. oktober 1923, Hall Green, Birmingham, Anglija, Združeno kraljestvo, † 13. marec 2021.
Bil je dolgoletni televizijski komentator dirk Formule 1. Večino svoje petdesetletne komentatorske kariere je delal za BBC, ko pa so izgubili pravice prenosa dirk, pa se je preselil na ITV. Leta 2001 se je upokojil.
V Veliki Britaniji je bil znan po prepoznavnem zelo vživetem slogu komentiranja in pogostih komentarjih (znanih kot Walkerizmi ali Murrrayizmi) v žaru trenutka, ki so izpadle smešno. Znan je tudi po komentatorskem prekletstvu, namreč ko je opisoval kako se določenemu dirkaču že nasmiha zmaga, je ta dirkač pogosto kmalu za tem odstopil.

## Murrayizmi
- Samo da razjasnimo, Häkkinen vodi še brez postanka, Coulthard pa vodi tudi še brez postanka.
- Zdaj se začenja 53. krog, predznanji krog z izjemo še enega.
- Oprostite, prekinjam se...
- Prva polovica dirke je mimo, toda videli bomo še drugo polovico.
- Če rokavic ni snel prej - in jih je - jih je sigurno zdaj.
- To je bil dober postanek. Slabih deset sekund. Ali zaokroženo 9.7 sekunde.
- Zdaj, ne sme voziti po stezi v napačni smeri in če mu ne uspe zavrteti dirkalnika za 360º, ne vidim da bi se temu lahko izognil!
- Zdaj je Laffite natanko tako blizu Surerju, kot je Surer blizu Laffitu.
- Med obema je le sekunda razlike ... ena ... tako dolga je sekunda.
- Predstavljam si, da so razmere v teh dirkalnikih popolnoma nepredstavljive.
- If(če) je zelo dolga beseda v Formuli 1; Pravzaprav je if nazaj prebrana F1!
- Poglejte prižiganje luči za štart. Prva luč! - Druga Luć! - Tretja luč! - Četrta luč! - Peti krog!
- Zanimiva stvar o tej stezi je, da ima klance; ne le gor, ampak tudi dol!
- To je bila povprečna sezona za Nelsona Piqueta, po čemer je zdaj znan, in vedno bo.
- Temperatura steze je zrasla, in to v stopinjah!
- In tu prihaja Damon Hill v Williamsu. Ta dirkalnik je popolnoma unikaten, razen dirkalnika za njim, ki je identičen.
- Me oči varajo, ali motor Senninega Lotusa nekam čudno ropota?
- Upi Tambaya, ki so bili prej ničelni, so zdaj popolnoma izpuhteli.
- In to je žalosten zaključek, četudi srečen, na današnji Veliki nagradi v Montrealu.
- To je prva zmaga za Schumacherja tukaj po letu 1959. (Michael Schumacher se je rodil leta 1969)
- Schumacher v McLarnu, Häkkinen v Ferrariju...
- (Intervju z Berniejem Ecclestonom) Bernie, minilo je že 17 let odkar si kupil McLaren, bili so dobri časi, pa tudi slabi, česa se najbolj spominjaš? Bernie odgovori: Ne spominjam se, da bi kdaj kupil McLaren... Murray: Spet sem to naredil... kajne?[3]
- To je Ayrton Berger!
- Mansell natančno ve kje je Senna, kajti vidi ga v svoji slušalki.
- Sedem od prejšnjih šampionov je na štartni vrsti in štiri on njih je Michael Schumacher!